# 3Com
Společnost 3Com byla americký dodavatel síťových řešení pro podnikové sítě a sítě malých firem. Byla založena v roce 1979 jedním z autorů Ethernetu Robertem Metcalfem. Cílem společnosti bylo celosvětově dodávat řešení komunikační infrastruktury, umožňující konvergenci aplikací a nových technologií do sítě.
K tradičním produktovým řadám aktivních síťových prvků 3Com později přibyly high-tech stohovatelné routery a switche (H3C resp. Huawei-3Com), bezpečnostní produkty Tipping point, produkty pro bezdrátové sítě a také IP telefonní platforma. Díky tomu bylo možné postavit ucelené řešení aktivní části komunikační infrastruktury pouze s využitím prvků s populárním logem společnosti 3Com.
Produkty postavené na platformě H3C rovněž umožňovaly budovat i operátorské nebo metropolitní sítě a 3Com tak představovalo alternativu k tradičním dodavatelům v této oblasti.
V roce 2007 došlo k posílení pozice společnosti 3Com díky zisku 100 % vlastnických práv čínského joint-venture H3C Technologies Co., Limited (dříve Huawei-3Com). Společně s H3C společnost dosáhla ke konci roku 2006 konsolidovaného obratu více než 1,3 mld USD, na celém světě měla více než 6000 zaměstnanců (2007).
11. listopadu 2009 oznámily společnosti 3Com a Hewlett-Packard, že Hewlett-Packard koupí 3Com za 2,7 miliardy amerických dolarů.  V roce 2010 společnost 3Com zanikla.